# Theodora Greece
Theodora Greece (ur. 9 czerwca 1983 w Londynie) – brytyjska aktorka greckiego pochodzenia, czynna w Wielkiej Brytanii i Stanach Zjednoczonych; członkini dawnej greckiej rodziny królewskiej, córka króla Grecji Konstantyna II.

## Życiorys
Urodziła się jako czwarte z pięciorga dzieci Konstantyna II (1940–2023), byłego króla Hellenów, i Anny Marii Glücksburg (ur. 1946), księżniczki duńskiej. Ma starszą siostrę Aleksę (ur. 1965) oraz braci: Pawła (ur. 1967), Mikołaja (ur. 1969) i młodszego Filipa (ur. 1986). 20 października 1983 została ochrzczona w obrządku greckoprawosławnym w katedrze św. Zofii w Londynie; jej rodzicami chrzestnymi byli: Elżbieta II (1926–2022), Małgorzata II (ur. 1940), Michał, król Rumunii (1921–2017) i Aleksander Karadziordziewić (ur. 1945). W 1994–2001 uczęszczała do Woldingham School w Woldingham. Następnie uczyła się w St. Philip's College w Alice Springs. W 2001–2006 studiowała historię sztuki i estetykę na Uniwersytecie Browna. W 2003 podjęła studia aktorskie na Uniwersytecie Northeastern w Bostonie, gdzie 28 maja 2006 uzyskała bakalaureat. W 2006–2011 kontynuowała studia przenosząc się na projektowanie odzieży w Central Saint Martins College of Arts and Design w Londynie.

Pierwsze role teatralne i filmowe otrzymała już w trakcie studiów w Londynie. Jednak nie pozwoliły one na stałą współpracę z teatrem. W 2011 zagrała epizodyczną rolę w popularnej telenoweli Moda na sukces, która przyniosła jej rozpoznawalność w branży filmowej. W 2015 otrzymała pierwszą znaczącą rolę w obrazie Little Boy, gdzie zagrała Elizę obok m.in. Emily Watson. Kontynuowała kształcenie w sztuce aktorskiej, uczęszczając do The Renegade Theatre and Film Group (2014–2015). Pozwoliło jej to na debiut sceniczny w Los Angeles w sztuce The Crazy Love Edition, autorstwa Janny King.

Theodora z rodzicami i bratem Filipem, 1986

16 listopada 2018 zaręczyła się z Matthew Jeremiah'em Kumarem (ur. 1983), amerykańskim adwokatem, synem Samueala (ur. 1954) i Yolandy Sherry Richards (ur. 1953).

## Filmografia
Oprac. wg:
- 2009: De vilde svaner, reż. Peter Flinth i Ghita Nørby – Elisa,
- 2009: The Lightkeepers, reż. Daniel Adams – zachwycona kobieta,
- 2010: Sroloc, reż. Melanie Aitkenhead – Sarah Park,
- 2011: Moda na sukces (do 2018), reż. William Joseph Bell i Lee Philipp Bell – Alison Montgomery[7],
- 2011: Nevan Saunders' Quest for Fame: A Documentary by Kip Griffen, reż. Jameson English – Jen,
- 2011: The Big Valley, reż. Daniel Adams – Peggy[12],
- 2012: Amnesia, reż. Bill Birell – Rachell,
- 2013: Shang, reż. Melanie Aitkenhead i James Ferguson  – Brooke Sangreen,
- 2015: June, reż. Gustavo Cooper – Ms Wapos,
- 2015: The Killer Assistant, reż. Danny Boyle – Lara Berkis,
- 2015: Little Boy, reż. Alejandro Gómez Monteverde – Eliza,
- 2016: Blind Follow, reż. Eric Leja – świerszczyk,
- 2017: Respect Greece,
- 2017: Broken Slinky Presents, reż. James Ferguson – Theodora,
- 2017: Gates of Hades,
- 2018: Static,
- 2022: The Great Awakening, reż. Bob Roberts – Savannah.

## Odznaczenia
- Dama Krzyża Wielkiego Orderu śś. Olgi i Zofii I kl. (20 października 1983), przyznany jako order domowy.

## Genealogia
| Prapradziadkowie               | kr. Hellenów Jerzy I (1845–1913) ∞ 1867 Olga Konstantinowna Romanowa (1851–1926) | cesarz Niemiec Fryderyk III (1831–1881) ∞ 1858 Wiktoria Koburg (1840–1901)      | Ernest August Hanowerski (1845–1923) ∞ 1777 Tyra Glücksburg (1853–1933)                    | cesarz Niemiec Wilhelm II (1859–1941) ∞ 1881 Augusta Wiktoria Holsztyńska (1858–1921)      | kr. Danii Fryderyk VIII (1843–1912) ∞ 1869 Ludwika Bernadotte (1851–1926)                         | w. ks. Meklemburgii-Schwerin Fryderyk Franciszek III (1851–1897) ∞ 1879 Anastazja Michajłowna Romanowa (1860–1922) | kr. Szwecji Gustaw V (1858–1950) ∞ 1881 Wiktoria Badeńska (1862–1930)           | Artur Koburg (1850–1942) ∞ 1879 Ludwika Małgorzata Hohenzollern (1860–1917)     |
| Pradziadkowie                  | kr. Hellenów, Konstantyn I (1868–1923) ∞ 1889 Zofia Hohenzollern (1870–1932)     | kr. Hellenów, Konstantyn I (1868–1923) ∞ 1889 Zofia Hohenzollern (1870–1932)    | ks. Brunszwiku, Ernest August (1887–1953) ∞ 1913 Wiktoria Ludwika Hohenzollern (1892–1980) | ks. Brunszwiku, Ernest August (1887–1953) ∞ 1913 Wiktoria Ludwika Hohenzollern (1892–1980) | kr. Danii i Islandii, Chrystian X (1870–1947) ∞ 1898 Aleksandra Meklemburska-Schwerin (1879–1952) | kr. Danii i Islandii, Chrystian X (1870–1947) ∞ 1898 Aleksandra Meklemburska-Schwerin (1879–1952)                  | kr. Szwecji, Gustaw VI Adolf (1882–1973) ∞ 1905 Małgorzata Koburg (1882–1920)   | kr. Szwecji, Gustaw VI Adolf (1882–1973) ∞ 1905 Małgorzata Koburg (1882–1920)   |
| Dziadkowie                     | kr. Hellenów, Paweł (1901–1964) ∞ 1938 Fryderyka Hanowerska (1917–1981)          | kr. Hellenów, Paweł (1901–1964) ∞ 1938 Fryderyka Hanowerska (1917–1981)         | kr. Hellenów, Paweł (1901–1964) ∞ 1938 Fryderyka Hanowerska (1917–1981)                    | kr. Hellenów, Paweł (1901–1964) ∞ 1938 Fryderyka Hanowerska (1917–1981)                    | kr. Danii, Fryderyk IX (1899–1972) ∞ 1935 Ingryda Bernadotte (1910–2000)                          | kr. Danii, Fryderyk IX (1899–1972) ∞ 1935 Ingryda Bernadotte (1910–2000)                                           | kr. Danii, Fryderyk IX (1899–1972) ∞ 1935 Ingryda Bernadotte (1910–2000)        | kr. Danii, Fryderyk IX (1899–1972) ∞ 1935 Ingryda Bernadotte (1910–2000)        |
| Rodzice                        | kr. Hellenów, Konstantyn II (1940-2023) ∞ 1964 Anna Maria Glücksburg (ur. 1946)  | kr. Hellenów, Konstantyn II (1940-2023) ∞ 1964 Anna Maria Glücksburg (ur. 1946) | kr. Hellenów, Konstantyn II (1940-2023) ∞ 1964 Anna Maria Glücksburg (ur. 1946)            | kr. Hellenów, Konstantyn II (1940-2023) ∞ 1964 Anna Maria Glücksburg (ur. 1946)            | kr. Hellenów, Konstantyn II (1940-2023) ∞ 1964 Anna Maria Glücksburg (ur. 1946)                   | kr. Hellenów, Konstantyn II (1940-2023) ∞ 1964 Anna Maria Glücksburg (ur. 1946)                                    | kr. Hellenów, Konstantyn II (1940-2023) ∞ 1964 Anna Maria Glücksburg (ur. 1946) | kr. Hellenów, Konstantyn II (1940-2023) ∞ 1964 Anna Maria Glücksburg (ur. 1946) |
| Theodora Glücksburg (ur. 1983) |                                                                                  |                                                                                 |                                                                                            |                                                                                            |                                                                                                   | |                                                                                 |                                                                                 |